# Chioma Toplis

Chioma Elizabeth Toplis (née le 14 novembre 1972  à Umuahia au Nigeria) est une actrice nigeriane du cinéma Nollywood.

## Biographie
Chioma Elizabeth Toplis est née en novembre 1972 à Umuahia, la capitale de l'État d'Abia, dans le sud-est du Nigeria. Elle est apparentée à un autre acteur de Nollywood et ancien président de l'Actors Guild of Nigeria, Ejike Asiegbu. Entre 1979 et 1990, elle a fait ses études primaire et secondairess dans plusieurs écoles de sa région. Lorsqu'elle quitte le Nigeria et s'installe plusieurs années à Londres, elle commence à étudier l'anglais à la Valentine High School, puis s'inscrit au Barking and Dagenham College en 2003 pour étudier les soins de santé sociale.
Chioma Toplis commence sa carrière cinématographique dans le film Stolen Bible où elle joue avec Kate Henshaw, mais devient célèbre dans le film Trinity aux côtés d'acteurs tels que Hanks Anuku, Val Nwigwe et l'actrice Oge Okoye.

## Filmographie
La filmographie de Chioma Toplis, comprend notamment les films suivants  : 
- 2005 : Trinity (Vidéo)
- 2005 : Trinity 2 (Vidéo)
- 2005 : The Carcass (Vidéo)
- 2005 : The Carcass 2 (Vidéo)
- 2009 : Sincerity (Vidéo) (Juliet)
- 2009 : Sincerity 2 (Vidéo) (Juliet)
- 2009 : Sincerity 3 (Vidéo) (Juliet)
- 2009 : Sincerity 4 (Vidéo) (Juliet)
- 2015 :  The Lower Cut (Adamma)
- 2018 : Broken Soul (Precious)
- 2018 : Just One Blood (Ngozi)
- 2021 : All I Ever Wanted (The Manager)